# Union Sportive Médina d'Alger
Union Sportive Médina d'Alger é um clube de futebol da Argélia, da cidade de Argel.

## Títulos

### Continentais
- Copa das Confederações da CAF: 1 (2022–23)
- Liga dos Campeões Árabes: 1 (2012-13)
- Supercopa da CAF: 1 (2023)

### Nacionais
- Campeonato Argelino: 8 (1962-63, 1995-96, 2001-02, 2002-03, 2004-05, 2013-14, 2015/2016, 2018/19 )
- Copa da Argélia: 8 (1981, 1988, 1997, 1999, 2001, 2003, 2004, 2013)